# Gallspach
Gallspach este o comună și o zonă balneară din districtul Grieskirchen din statul austriac Austria Superioară. Centrul comunei este orașul târg Gallspach. Cuprinde și următoarele sate: Enzendorf, Gferedt, Niederndorf, Schützendorf, Thall, Thongraben, Vornwald și Wies.

## Istorie
În epoca romană, zona împădurită Gallspach a aparținut zonei Colonia Aurelia Antoniana Ovilabis/(Wels), care a devenit capitala provinciei Noricum Ripensis în secolul al IV-lea. Așezarea nu a existat probabil înainte de secolul al X-lea. 
Până în 1180, Gallspach a aparținut ducatului de Bavaria, apoi ducatului de Stiria/ Steiermark și din 1254 de ducatul de Austria. Ca o consecință a tratatului de pace de la Schönbrunn din 1809/1810, Gallspach a intrat sub administrația franceză și din 1810 până în 1816 o mare parte din comuna Gallspach a fost în componența regatului Bavariei. 
În 1343/1344, Eberhard din Wallsee a fondat o parohie separată. În 1439, localității Gallspach i s-a dat dreptul de a organiza o piață regulată în fiecare săptămână, miercuri, de către regele Albert al II-lea al Germaniei, lucru confirmat în 1442 de împăratul Frederic al III-lea. 
În secolul al XVI-lea, Gallspach a devenit un centru al protestantismului, care a fost promovat de familia Geymann (Geumann) (moșierii din Gallspach din 1354-1633). 
În secolul al XVIII-lea și prima jumătate a secolului al XIX-lea s-au stabilit acolo un număr mare de țesători și vânzători ambulanți de produse de mercerie. Începând cu 1920, Gallspach s-a dezvoltat ca o stațiune balneară binecunoscută.
În septembrie 1940 și cu două săptămâni înainte de zborul său singur în Scoția în 1941, Rudolf Hess, adjunctul Führerului și ulterior criminal nazist de război, s-a întâlnit la Gallspach cu Albrecht Haushofer⁠(d), care probabil l-a încurajat în misiunea sa eșuată de a negocia pacea cu Regatul Unit. 
În 1992 a fost efectuat un foraj de succes pentru un izvor termal în sediul centrului de sănătate și termal Zeileis.

## Persoane notabile
- Johann (Hans) Geumann (aproximativ 1455-1533), al doilea Înalt Maestru al Ordinului Cavalerilor Sfântului Gheorghe, cu sediul în Millstatt/Carintia
- Johann Georg Adam Reichsfreiherr von (baron de) Hoheneck (1669–1754), istoric
- Josef Starzengruber (1806–1877), medic, fondator al stațiunii balneare Bad Hall din Austria Superioară.
- Matthias Friedwagner (1861–1940), profesor universitar (filologie romanică), 1900–1911 Universitatea din Cernăuți (1910/1911 rector), 1912–1928 Universitatea „Johann Wolfgang Goethe” din Frankfurt/Main.
- Valentin Zeileis (1873–1939), fizician, fondator al institutului de electrofizică (centru de sănătate și terapie) din Gallspach. Căsătorit cu Friederike Zeileis⁠(d) (născută Mautner von Markhof)
- Erwin Burgstaller (născut în 1962), sculptor.

## Obiective turistice
Un obiectiv turistic este castelul de apă din Gallspach. Actuala clădire a fost construită între secolele al XVI-lea și al XVIII-lea. În timpul Războiului Țărănesc, castelul a suferit pagube provocate de incendii. Este un complex cu două etaje, cu patru aripi, la care se poate ajunge printr-o casă de poartă. Din fostul castel a mai rămas doar un turn rotund care iese din structura zidului, precum și arcade pe două laturi ale curții interioare. Intrarea principală, o poartă cu o portiță, este orientată spre piața orașului. Poteca duce peste un pod până la intrare. Curtea din spate găzduia fosta fabrică de bere, cu un pod care leagă castelul de clădirile fabricii de bere. Castelul este înconjurat de un șanț asemănător unui iaz. Alte obiective turistice: biserica parohială romano-catolică Sf. Ecaterina (până în 1638 Sf. Bartolomeu, menționată pentru prima dată 1343) și coloana mariană barocă de la sfârșitul secolului al XVII-lea.